# 管理会計
管理会計（かんりかいけい、英語：management accounting）は、企業会計の一種。主として、会計情報を経営管理者の意思決定や組織内部の業績測定・業績評価に役立てることを目的としている。企業外部の利害関係者に対する情報提供を目的とする財務会計とは、大きく性格が異なっている。

## 管理会計の性格
企業外部の利害関係者への情報提供、あるいは利害関係者との利害調整を目的とする財務会計に対して、管理会計は組織目標の達成を目的としている。企業外部の利害関係者が財務会計情報の主たる利用者であるため、財務会計情報の作成に当たっては一般に公正妥当と認められた会計原則（GAAP）に従う必要があり、さらにその情報は公認会計士による会計監査を受けなくてはならない。一方で、管理会計情報の主たる利用者はあくまで企業内部の経営管理者であるため、管理会計情報の作成に当たってGAAPに従う必要はなく、また会計監査を受ける必要もない。そのため、管理会計では、財務情報に加えて非財務情報が用いられたり、過去情報に加えて将来情報が用いられたりする。

## 技法
様々な管理会計手法が存在する。
- CVP分析（損益分岐点分析）
- 予算管理
- 標準原価計算
- 差額原価収益分析
- 原価企画
- アメーバ経営
- キャッシュ・コンバージョン・サイクル（CCC）分析（現金循環化期間の分析）[2]

### 活動基準原価計算（ABC: Activity-Based Costing）
製造間接費の配賦計算を精緻化しようとする技法。ABCを通じて得られた原価情報を経営上の意思決定に活用することを、活動基準管理（ABM: Activity-Based Management）と呼ぶ。

### バランスト・スコアカード（BSC： Balanced Scorecard）
従来の財務指標中心の業績評価を、非財務指標も含んだものに拡張することで、財務指標中心の業績評価の欠点を解決することを意図した業績評価技法。

## 原価計算との関係
原価計算は経営意思決定目的、業績評価目的、および財務諸表作成目的で実施される。このうち前者2つは管理会計目的であり、この点で原価計算と管理会計は密接に結びついていると言える。一方で、棚卸資産の算定等、財務諸表を作成する目的でも原価計算は実施される。この点で原価計算は財務会計とも結びついている。